# دوري السوبر الأوغندي 2009-10
دوري السوبر الأوغندي 2009-10 (بالإنجليزية: 2009–10 Uganda Super League)‏ هو موسم من دوري السوبر الأوغندي. أشرف على تنظيمه اتحاد أوغندا لكرة القدم، وكان عدد الأندية المشاركة فيه 18، وفاز فيه نادي فايبرز.